# Iperbole (album)
Iperbole è l'ottavo album discografico di Raf, pubblicato dall'etichetta discografica Warner Music nel 2001.

## Descrizione
Dopo il precedente disco La prova, di chiara matrice rock, Raf torna ad un pop sofisticato, alternando brani più intimi ad altri più elettrici e movimentati.
Il primo singolo Infinito, pur con una struttura particolare e senza un ritornello radio-friendly, riscosse un successo enorme nell'estate 2001, aggiudicandosi il Festivalbar nella sezione Radio e trascinando le vendite del disco, che ottenne 3 dischi di platino. Ottimi riscontri ebbero anche i singoli successivi, nell'ordine: Via, Nei silenzi e Oasi.
Il brano Troppo sensibile è scritto con Max Gazzè. All'interno del CD è presente anche una traccia multimediale, che dà la possibilità di scaricare da internet materiale sul cantautore. La seconda traccia R4 non si riferisce molto a Rete 4, che è una rete televisiva appartenente al gruppo Mediaset, nemmeno alla Renault 4, che era una vecchia automobile, ma al numero di una ragazza.

## Tracce
Testi e musiche di Raf, eccetto dove indicato.
1. Infinito – 4:55
2. R4 – 4:40 (Raf, Claudio Guidetti)
3. Via – 4:07
4. Nei silenzi – 3:15
5. Oasi – 4:36
6. Assolti – 2:58
7. Troppo sensibile – 3:47 (Max Gazzè, Francesco Gazzè, Renato Pareti, Raf)
8. Allegro tormentone – 4:47
9. Iperbole – 5:00
10. Infinito (remix) – 4:38

## Formazione
- Raf – voce, cori, chitarra acustica, chitarra elettrica, sintetizzatore
- Simone Papi – mellotron, cori, programmazione, pianoforte, organo Hammond, Fender Rhodes, sintetizzatore
- Cesare Chiodo – basso, cori
- Alfredo Golino – batteria
- Massimo Pacciani – percussioni
- Riccardo Galardini – chitarra acustica
- Giacomo Castellano – chitarra elettrica
- Max Gazzè – basso, cori, organo Hammond
- Gavyn Wright – violino
- Francesco Luzzi, Filippo Restivo – cori

## Classifiche
| Classifica (2001) | Posizione massima |
| ----------------- | ----------------- |
| Europa            | 26                |
| Italia            | 3                 |

### Classifiche di fine anno
| Classifica (2001) | Posizione |
| ----------------- | --------- |
| Italia            | 16        |